# Ernest François Cambier

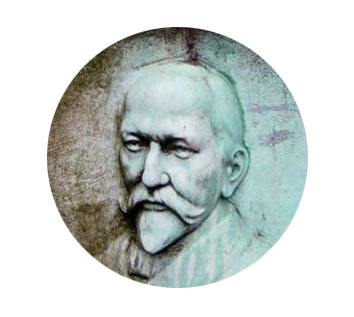
Denkmal in Schaarbeek

Ernest François Cambier (* 21. Juni 1844 in Ath, Belgien; † 22. Juli 1909 in Watermael-Boitsfort) war ein belgischer Afrikareisender und initiierte den Bau der ersten Eisenbahn im Kongo.

## Leben
Zunächst schlug Cambier eine militärische Laufbahn ein und wurde Adjutant im Generalstab und zuständig für die topographischen Dienste der Armee. 
1877 begleitete er die erste Expedition der Internationalen Afrika-Gesellschaft unter Kapitän Crespel als Astronom und Geograph. Als Crespel am 24. Januar 1878 starb, übernahm Cambier die Leitung der Expedition. Am 4. Juli brach er, von den belgischen Offizieren Wautier und Dutrieux begleitet, aus Bagamoyo in das Landesinnere auf und gelangte unter großen Schwierigkeiten nach Unjamwesi und weiter nach Unjamjembe, wo Wautier am 19. September 1878 an Diphtherie starb. Dutrieux kehrte daraufhin nach Europa zurück. Cambier reiste weiter nach Karema am Ostufer des Tanganjikasees, wo er im September 1879 die erste wissenschaftliche Station und Zufluchtsstätte der Internationalen Afrikanischen Assoziation gründete. Hierzu kaufte er etwa 5000 Acres (20 km²) Land von den lokalen Fürsten. Dieses Gelände kann als Geburtsstätte von Belgisch-Kongo angesehen werden. Zwischen 1880 und 1881 leitete der diese Station. Von hier aus wurden später auch Unternehmungen gegen den arabischen Sklavenhandel unternommen.
1883 hielt Cambier sich gemeinsam mit Otto Lindner im Auftrag der Internationalen Afrika-Gesellschaft (A.I.A.) auf Sansibar auf, um Soldaten und Arbeiter für den Dienst im Kongo zu rekrutieren. Ihr Aufenthalt sorgte für diplomatische Verstimmung mit dem britischen Generalkonsul auf Sansibar John Kirk, sodass Leopold II. und der britische Außenminister Granville mehrfach intervenieren mussten. Als Anfang 1885 Jérôme Becker zur Rekrutierung weiterer Kräfte für eine Expedition im Kongo ebenfalls auf Sansibar ankam, wurde die Situation für die Belgier unhaltbar und Lindner und Cambier erhielten am 27. Februar die königliche Weisung, die Station der A.I.A. auf Sansibar zu liquidieren und die Konten zu schließen. Cambier verließ Sansibar am 14. April 1885.
Schon früh erkannte er, dass ohne eine Eisenbahn, die die Katarakte des Kongoflusses umging, die wirtschaftliche Entwicklung des Kongobassins wenig Gewinn versprechen würde. Belgien nahm sich dieser Aufgabe an. Die ersten Schätzungen für die Kosten der Eisenbahn basierten auf den topografischen Untersuchungen Cambiers und lagen bei 25 Mio. Belgischen Francs. Die tatsächlichen Kosten betrugen dann schließlich mehr als doppelt so viel. Die erste Bahnstrecke verband Matadi und den Stanley Pool.
1882 kehrte er nach Europa zurück und ließ sich in Schaarbaek nieder. Hier starb Ernest François Cambier am 23. Juli 1909.

## Veröffentlichungen
- Rapports sur les marches de la première expédition de l'Association internationale. (1879).